# Gruit

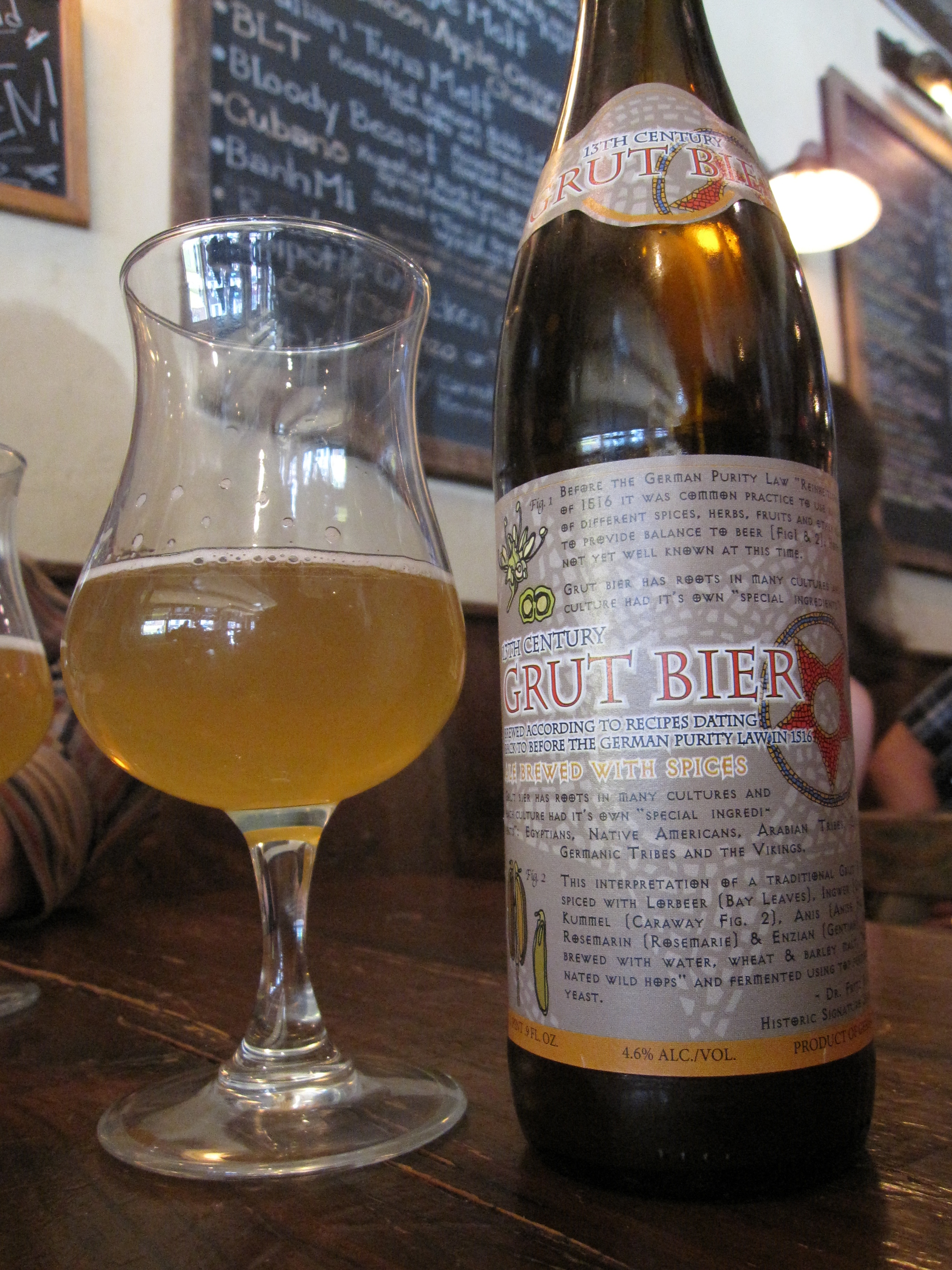
Una bottiglia di birra grut ispirata a una ricetta del XIII secolo

Il gruit (oppure grut o gruyt) è una miscela di erbe utilizzata per la birra amara e aromatizzante, popolare prima dell'ampio uso del luppolo. Gruit o Grut Ale possono anche riferirsi alla bevanda prodotta usando gruit. Storicamente, gruit è il termine usato in un'area oggi coperta da Paesi Bassi, Belgio e Germania occidentale.
Il termine gruit è di origine tedesca e indicava originariamente la combinazione di tre erbe: mirto di palude, achillea millefoglie e rosmarino di palude.
Diffuso in aree limitate, in particolare vicino al mare del Nord, dal XIII al XVI secolo è stato sostituito dalla birra col luppolo anche a seguito del Decreto di purezza di origine bavarese che fu poi esteso ad altre aree dell'odierna Germania.

## Nome

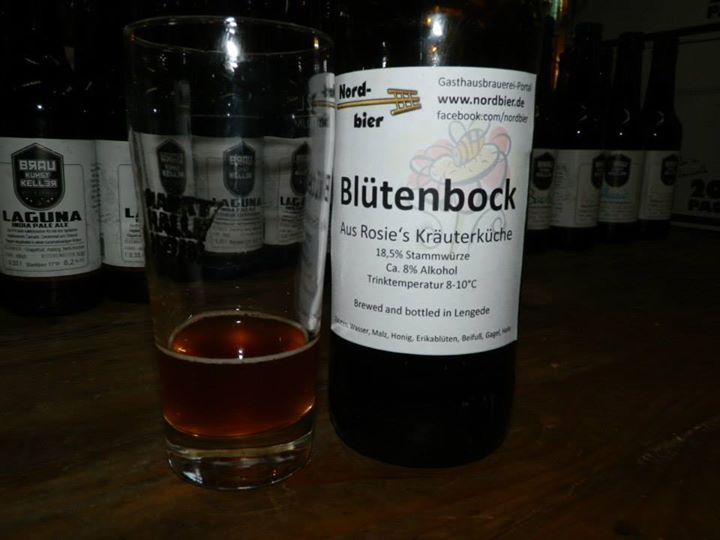
Blütenbock con bicchiere e bottiglia

Il termine vede la luce nel Medioevo (924), usato per la prima volta nel testo latino Materium cerevisiae.
I termini grut, gagel e porst sono stati spesso usati come sinonimi nell'Europa settentrionale, motivo per cui è difficile differenziarli nelle vecchie fonti. Il rosmarino di palude e il mirto di palude furono utilizzati per produrre birra in questi luoghi. Tali birre sono state chiamate birre grut dal Medioevo.
Molte parole della birra medievale risalgono al termine grut, come Grutrecht o Gruthaus e da esso possono derivare diversi cognomi tedeschi tra cui Grüter, Gruiter o de Gruyter.

## Descrizione

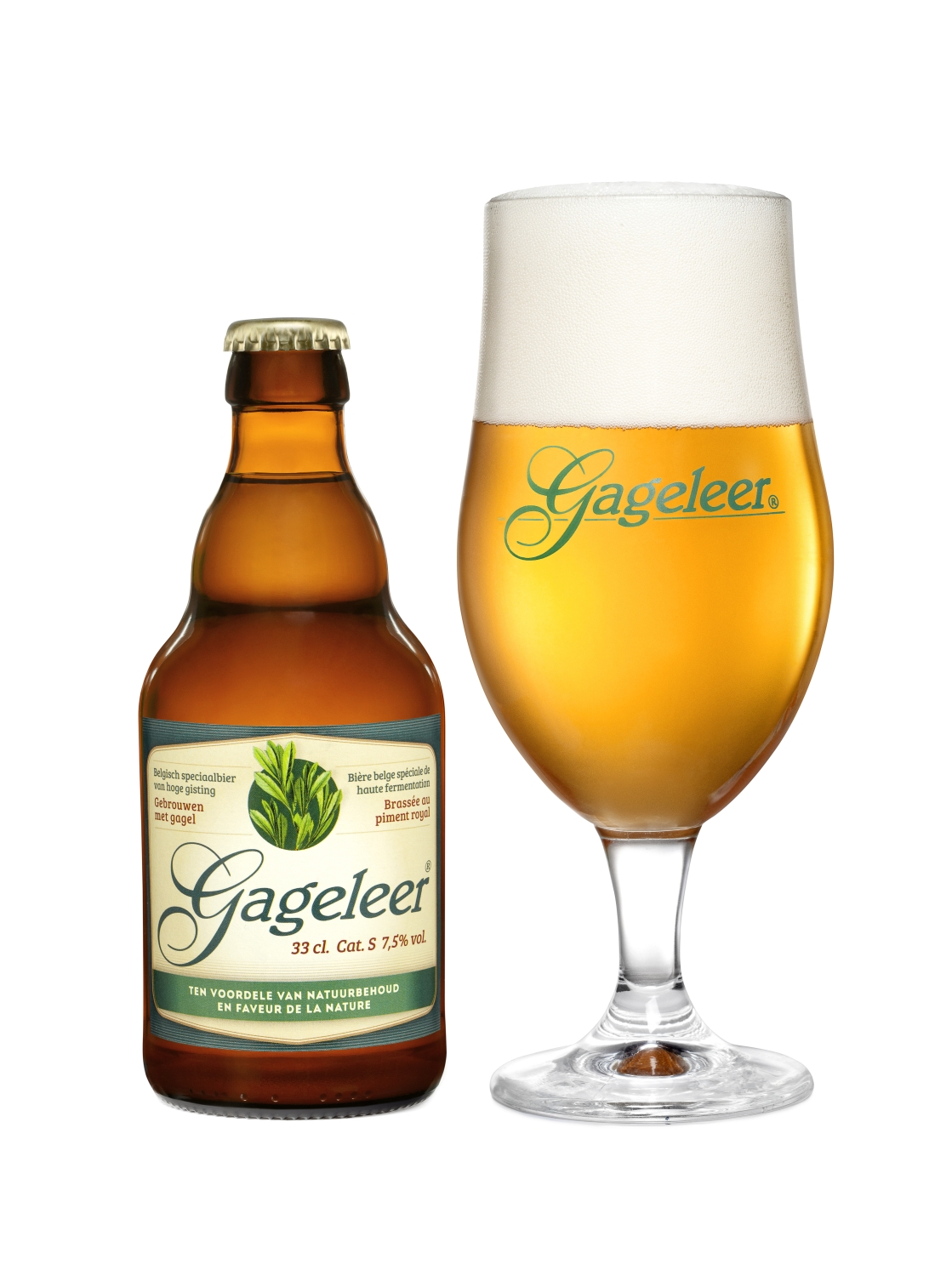
La birra biologica Gageleer prodotta con mirto di palude

La composizione della gruit varia. Gli ingredienti più comuni sono il rosmarino di palude (in particolare in Svezia e nei Paesi baltici) e mirto di palude (in particolare Germania settentrionale, Danimarca, Paesi Bassi, Belgio, Inghilterra), ma anche achillea, brugo, artemisia comune, rosmarino, timo, salvia, alloro, filipendola, anice, cumino dei prati, ginepro, coriandolo, germogli di abete rosso, assenzio maggiore e a volte vengono usati i luppoli. Questi ingredienti conferiscono alle birre prodotte con grut un aroma fruttato e speziato.
Il cereale da birra più importante nel Medioevo era l'avena. Secondo il biochimico Franz Georg Meußdoerffer, l'avena non è compatibile con il luppolo come cereale da fermentazione. Simile alla Berliner Weisse, ancora oggi conosciuta, le birre grut erano acide nel Medioevo a causa della fermentazione dell'acido lattico. Secondo Meußdoerffer, anche questo processo di produzione della birra non va bene con il luppolo, dal momento che il luppolo è antimicrobico, avendo sostanze che uccidono i batteri lattici. L'acido lattico ha garantito una certa stabilità e durata delle birre. In alcuni casi, le erbe come le foglie di cenere, che contengono sostanze amare con un effetto antibatterico, sono state utilizzate nelle birre verdi per migliorare il loro periodo utile, ovvero il periodo che dura dalla produzione alla vendita, nel quale è necessario mantenere intatta la qualità totale del prodotto.
Il rosmarino di palude contiene un olio essenziale (Ledumöl; principale ingrediente attivo Ledol), che è inebriante e aumenta l'effetto alcolico. Occasionalmente sono stati aggiunti additivi come il giusquiamo nero, la belladonna e il loglio ubriacante, che hanno proprietà allucinogene. A proposito, l'etnofarmacologo Christian Rätsch vede nel Decreto sulla purezza una prima legge anti-Droga, ipotizzando che l'obiettivo fosse la soppressione dell'uso di piante rituali considerate pagane.

## Storia

### Antichità
Sulla base di reperti archeologici rinvenuti nell'area dell'estuario del Reno, si può presumere che il mirto di palude fosse già utilizzato per produrre birra al momento della nascita di Cristo.

### Il medioevo

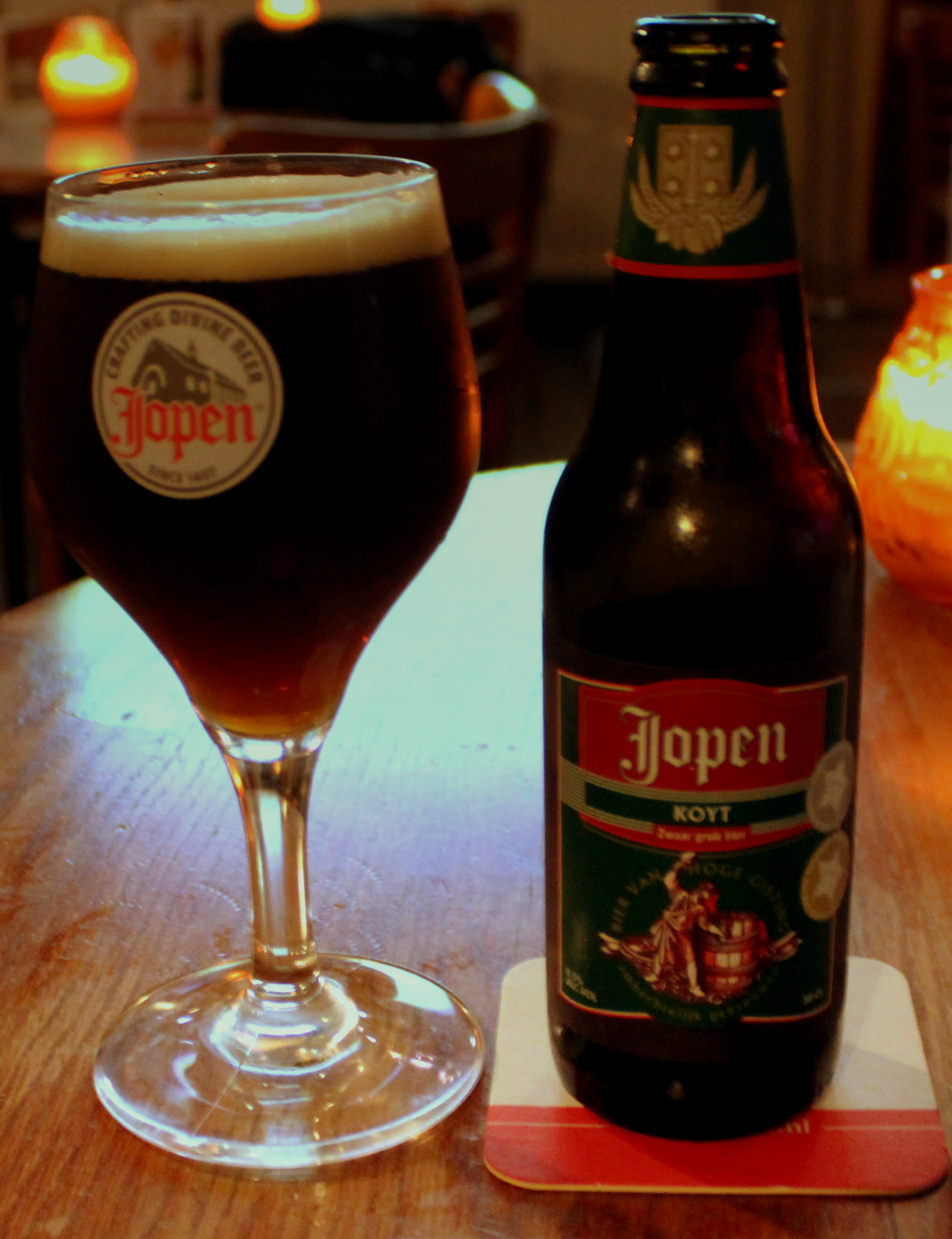
Un bicchiere di birra grut della Jopen e relativa bottiglia

La prima menzione della gruit come ingrediente di birra, a quel tempo denominata semplicemente materia cervisiae, risale al 974 quando l'imperatore del Sacro Romano Impero Ottone II concesse i diritti commerciali alla chiesa di Liegi. Il termine Grut, risale al 999, quando l'imperatore Ottone III, successore del precedente, diede alla chiesa di san Martino di Utrecht analoghi diritti.
Prima del Decreto di purezza (Reinheitsgebot) del 1516, si era soliti aromatizzare la birra con svariate piante, come artemisia, erica, ginepro, salvia, achillea, brugo e altre. Tale decreto prevede acqua, orzo non maltato e luppolo (ignora l'esistenza del lievito pur presente e non nomina il malto).

### L'età moderna
Nel 1548, il cronista della città di Dortmund, Dietrich Westhoff, si lamentò del fatto che il Grutbier fosse soppiantato da altre varietà, cosicché "la nobile birra Grut era di scarso valore". Dal XVI secolo, con Grutbier è stato associato l'avvelenamento e ciò ha portato i divieti sempre più frequenti, probabilmente correlati anche all'alone di segretezza che circondava la ricetta. Test chimici eseguiti in tempi successivi non sono stati in grado di identificare alcun ingrediente dannoso.

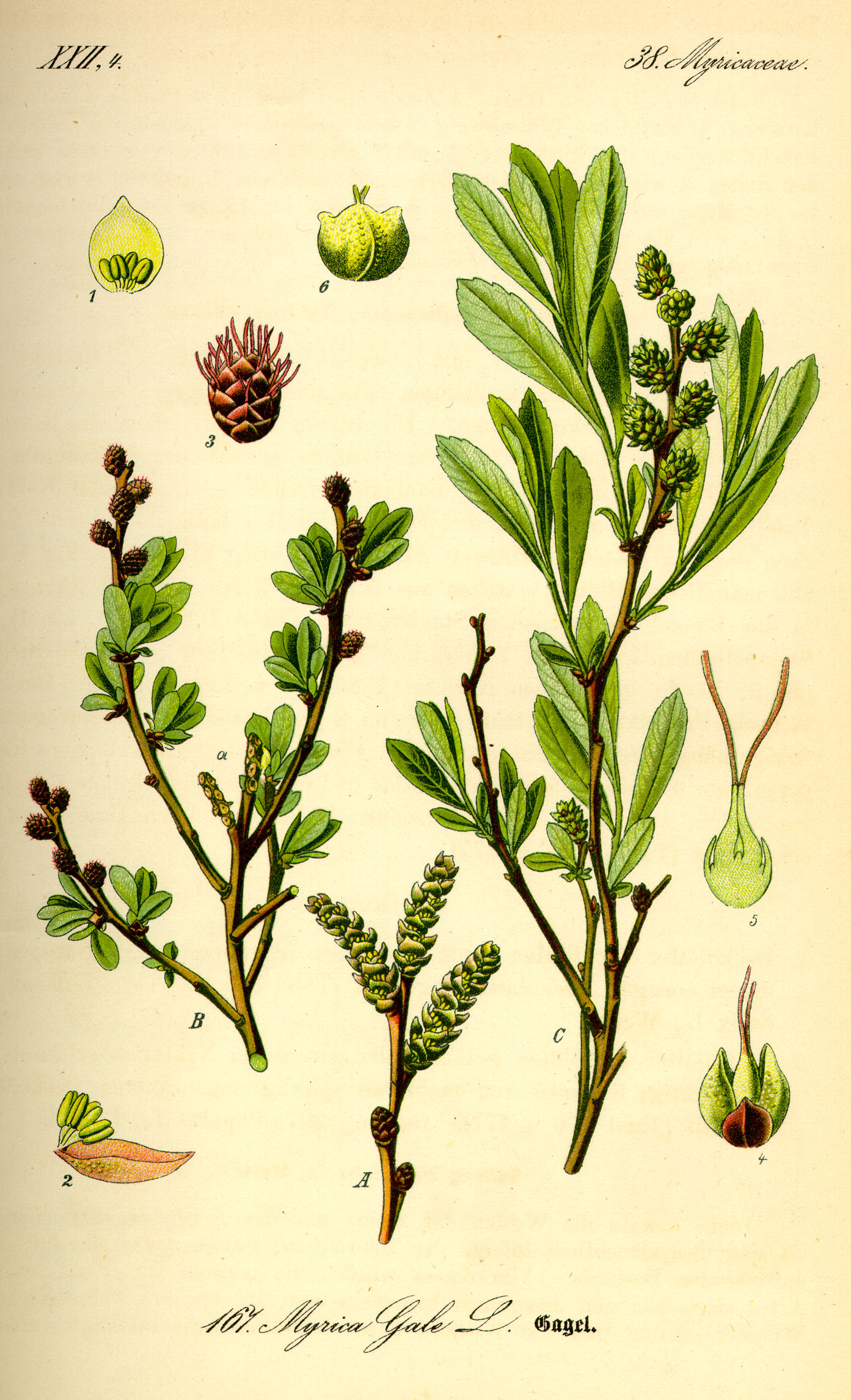
Il mirto di palude (Myrica gale)

Fu solo in tempi successivi al 1516 che il luppolo divenne lo standard, il gruit sopravvisse in alcuni luoghi, tra cui la Vestfalia, fino al XVII secolo ma ancora oggi per essere definita birra la bevanda deve contenere luppolo. Col tempo il gruit fu sostituito dal luppolo e venne praticamente dimenticato questo anche a causa del minore costo del luppolo rispetto alle altre erbe oltre che alle proprietà di conservante e antisettico naturale. Nel confronto tra le erbe del gruit e il luppolo sembra prevalere l'effetto antisettico più che quello di conservante comune a diverse erbe del gruit.
Con l'inizio della riforma protestante, il gruit cominciò ad essere associata agli "abusi" della Chiesa cattolica, insieme alla vendita delle indulgenze. In Inghilterra, la birra con le "erbe" fu infine vietata nel XVIII secolo e alla fine di questo secolo, la birra senza luppolo veniva prodotta solo in angoli remoti della Scozia o della Svezia.
Inoltre, si sospettava che la bevanda fosse una pozione delle streghe. Si diceva che data la natura psicotrope di alcune erbe fosse alla base di rivolte e/o scioperi. Tale tipo di birra divenne così obsoleta già all'inizio della rivoluzione industriale.

### L'età contemporanea
Il movimento dei microbirrifici negli anni '90 in Nord America ed Europa vide un rinnovato interesse per le birre senza luppolo e molti misero mano alle ricette delle ale aggiungendo gruit o erbe aromatiche creando così le gruit ale.
Negli Stati Uniti, dal 2013 è stata costituita un'iniziativa mondiale di microbirrifici, che hanno proclamato il 1º febbraio di ogni anno la Giornata internazionale della birra gruit (GruitDay) e cercando così di rilanciare questo particolare stile di birra. All'edizione 2018 hanno partecipato 62 produttori provenienti da undici paesi.